# Genoa (Illinois)
Genoa je grad u američkoj saveznoj državi Ilinois. Prema popisu stanovništva iz 2010. u njemu je živjelo 5.193 stanovnika.